# Бад-Дітценбах
Бад-Дітценбах (нім. Bad Ditzenbach) — громада в Німеччині, знаходиться в землі Баден-Вюртемберг. Підпорядковується адміністративному округу Штутгарт. Входить до складу району Геппінген.
Площа — 25,46 км2. Населення становить 3731 ос. (станом на 31 грудня 2020).